# Țolica, Cantemir
Țolica este un sat din cadrul comunei Enichioi din raionul Cantemir, Republica Moldova.

## Demografie

### Structura etnică
Structura etnică a localității conform recensământului populației din 2004:
| Grup etnic                    | Populație | % Procentaj |
| ----------------------------- | --------- | ----------- |
| Băștinași declarați Moldoveni | 204       | 53,26%      |
| Bulgari                       | 136       | 35,51%      |
| Găgăuzi                       | 24        | 6,27%       |
| Ucraineni                     | 12        | 3,13%       |
| Ruși                          | 7         | 1,83%       |
| Total                         | 383       |             |